# راشيل هومان
راشيل كاثرين هومان (بالإنجليزية: Rachel Catherine Homan)‏  (من مواليد 5 أبريل 1989) هي لاعبة كرلنغ دولية كندية، وهي بطلة كندية سابقة في فئة الشباب، وفازت بلقب بطلة كندا ثلاث مرات، وكانت بطلة العالم لعام 2017، كل ذلك بصفتها القائدة (سكيب). كما كانت القائدة لفريق الكيرلنج الكندي النسائي في دورة الألعاب الأولمبية الشتوية 2018.
خلال مسيرتها المهنية، شاركت في بطولتين كنديتين للكيرلنج للناشئين، وحصلت على المركز الثاني في عام 2009 وفازت بالبطولة في عام 2010. كما فازت بالميدالية الفضية في بطولة العالم للكيرلنج للناشئين 2010. خلال مسيرتها في فئة السيدات، حصلت على الميدالية في بطولة "سكوتيز تورنامنت أوف هارتس"، وبطولة الكيرلنج الوطنية الكندية للسيدات، سبع مرات، حيث فازت بالذهبية ثلاث مرات (2013، 2014، و2017)، والفضية ثلاث مرات (2019، 2020، و2021)، والبرونزية مرة واحدة (2015).
شاركت في ثلاث بطولات عالمية للكيرلنج السيدات، حيث فازت بالذهبية في عام 2017، والفضية في عام 2014، والبرونزية في عام 2013. شاركت أيضًا في تجربتين أولمبيتين كنديتين للكيرلنج، حيث احتلت المركز الثالث في عام 2013 وفازت في عام 2017. في دورة الألعاب الأولمبية الشتوية 2018 احتل فريقها المركز السادس. وفي عام 2019 تم اختيار هومان كرابع أفضل لاعبة كندية في تاريخ الكيرلنج للسيدات من قبل شبكة الرياضة (TSN).

## حياة مهنية

### 2003-2010
بدأت هومان الكيرلنغ في سن الخامسة، حيث لعبت في برنامج ليتل روك في نادي كيرلينغ ريديو في أوتاوا. وفي حين كانت لا تزال قاصرة (أقل من 16 عامًا)، فازت بأربعة ألقاب متتالية ما بين عامي 2003 و2006، بينما لم يفز أي لاعب آخر باللقب مرتين حتى ذلك الوقت. وفي عام 2006 فازت ببطولة أوبتمست الدولية لكيرلنج القاصرين تحت 18 سنة، بعدما تغلبت على فريق كيسي شيديغر في المباراة النهائية. وتأهلت فرقتها للمشاركة في دورة الألعاب الشتوية بكندا لعام 2007 في وايت هورس بإقليم يوكون، حيث حصلت على ميدالية ذهبية.
في سنتها الأولى والثانية كلاعبة ناشئة، لم تفز هومان بلقب بطولة المقاطعات. وفي عام 2007 خسرت فرقتها مباراة نصف النهائي لبطولة المقاطعات أمام فريق هولي دونكان. أما في عام 2008 فخسرت فرقتها في المباراة النهائية ضد دانييل إنجليس. وقد عوضت هذه الخسائر بحصولها على لقب البطولة الوطنية للناشئين في عام 2009، مما أهل فريقها للمشاركة في بطولات كندا للكيرلنغ للناشئات في نفس العام. وفي البطولة الكندية للكيرلنغ للناشئات، تخطت هومان فريق أونتاريو لحصد اللقب والحصول على الميدالية الذهبية إلى الرقم القياسي 10-2 بعد دورة روبن، بعد تحقيق فوزين وتعادل واحد خلال مرحلة المجموعات، لتصل بعدها إلى المباراة النهائية التي خسرتها لصالح كايتلين لوليس من مقاطعة مانيتوبا، والتي كانت حاملة اللقب حينها. كما حققت هومان لقب بطولة المقاطعات لعام 2010 ممثلة عن أونتاريو في بطولة كندا للكيرلنغ الناشئين، وفي ذات العام شاركت أيضا مع فريقها المؤلف من إيما ميسكيو ولورا ووكر ولين كريوياكزوك في حصد لقب البطولة الوطنية للكيرلنغ للناشئين دون أية هزائم تذكر - وهو إنجاز فريد من نوعه حققته أربع فرق فقط من قبل. ومثل الفريق دولة كندا في بطولة العالم للكيرلنغ للناشئين لسنة 2010 التي أقيمت في بلدة فليمس السويسرية. وتمكن الفريق من الفوز بميدالية ذهبية وتحقيق المركز الأول في مجموعته ضمن دور المجموعات، إلا أنه خسر في المباراة النهائية أمام الفريق السويدي الذي تقوده آنا هايسلبورغ.
قبل تخرجها من الناشئين في عام 2010، لم يكن بمقدور فريق هومان المشاركة في تصفيات سكوتيز أوف هارتس (حيث كان يمنع مشاركة اللاعبين الناشئين في التصفيات الإقليمية حتى عام 2016). ولكن هذا الأمر لم يثبط عزيمتها عن المشاركة في الأحداث والبطولات الخاصة بالجولة العالمية للكيرلنغ للسيدات. وتعد أبرز إنجازات هومان وفريقها أثناء فترة لعبهم كفريق ناشئ هي حصولهم على ميداليتين ذهبيتين متتاليتين في حدثي جنوب غرب أونتاريو السنويين المخصصين للأعمال الخيرية وهما: سبانش وود كيرف كلاسيك وسبانش سيلك كيرف كلاسيك.
في عام 2007، فاز فريقها على حاملة اللقب العالمي آنذاك جينيفر جونز في الدور نصف النهائي وعلى إيف بيلاس في المباراة النهائية، وفي عام 2008 حقق الفريق الفوز في المباراة النهائية ضد الفريق الصيني الوطني والذي تقوده وانغ بينغيو. وحصل فريقها على مبلغ 11 ألف دولار أمريكي مقابل كل فوز. وفي عام 2009 فازت هومان وفريقها بجائزة أم جي كامبل شورتي جنكينز الكلاسيكية، وحازت على جائزة نقدية قدرها 5500 دولار أمريكي لفريقها. وفي وقت لاحق من ذلك العام، شارك فريقها في تجارب التأهل الأولمبية الكندية للكيرلنغ، حيث أنهى الفريق مشاركته بتحقيق ثلاثة انتصارات وثلاث خسائر، وبالتالي لم يتأهل لتمثيل الدولة في دورة الألعاب الأولمبية الشتوية. وفي عام 2009 تم اختيار فريق هومان للفوز بلقب "الفريق الصاعد للعام" ضمن الجولة العالمية للكيرلنغ للسيدات.

### بدايات فئة السيدات (2010-2012)
في موسمها الأول من الأهلية، تأهلت هومان للمشاركة والفوز بمسابقة أونتاريو سكوتيز أوف هارتس لعام 2011. وفي سكوتيز أوف هارتس لعام 2011 قامت هومان بدور القائد للفريق الممثل لأونتاريو وأنهت مرحلة المجموعات في المركز الثالث، قبل أن تفوز على منافسة نوفا سكوشا وهي هيذر سميث في مباراة التصنيف لتحديد المراكز ما بين الثالث والرابع، ولكنها خسرت بعد ذلك في الدور نصف النهائي أمام قائدة فريق ساسكاتشوان وهي أمبير هولاند، مما أدى لخروجها من المنافسة على اللقب. ثم خسر فريقها مرة أخرى في مباراة تحديد المركز الثالث لصالح سميث-ديسي.
في أبريل من عام 2011، لعبت هومان المركز الثالث مع شقيقها مارك، وحققت الفوز في بطولة أونتاريو للمختلطة. وضم الفريق أيضًا كلا من براين فليتشهايمر وألسون كريويازوك، واللذان كانا زميلاها في اللعب النسائي، وقدما سويا تمثيل مقاطعة أونتاريو في البطولة الوطنية للكيرلنغ المختلط لعام 2012 والتي أقيمت في نوفمبر من عام 2011. وانتهى المطاف بفريقهما محققا ثمانية انتصارات وخمس هزائم، ليودعوا بذلك منافسات الأدوار الإقصائية للبطولة.
وفي نفس الشهر، وصلت فرقة هومان إلى نهائي أول بطولة كبرى لها على الإطلاق، عندما خسرت في المباراة النهائية لبطولة لاعبي الكيرلنغ لعام 2011، والتي تنافست فيها ضد الفرقة التي تقودها جينيفر جونز. وبعد ذلك شاركت هومان وفرقتها النسائية في أول بطولة لكندا في عام 2011 وحققن رقمًا قياسيًا قدره 2-4 خلال المنافسات. تأهلت هومان مرة أخرى لبطولة سكوتيس باونتيز أوف هارتس لعام 2012. وقد حقق فريقها الفوز بدون هزيمة خلال الجولة الأولى. ومع ذلك خسروا النهائي أمام فريق تريسي فلوري من سودبيري. كانت هومان متقدمة بنقطة واحدة باستخدام المطرقة، ولكنها فشلت في تحقيق الهدف المطلوب على رميتها النهائية وخسرت المباراة.

### 2012-2013
في أول حدث جراند سلام لموسم الكيرلنج 2012-2013، وهو "كلاسيك كيرلرز كورنر الذهبي للكيرلنج"، خسر فريق هومان أمام شيريل ميداهيد في المباراة النهائية. وفي ثاني حدث جراند سلام للموسم، وهو "مانتيوبا لوتو للسيدات كلاسيك"، خسر فريق هومان مجدداً في المباراة النهائية ضد ستيفانيا ليوتين. خسر فريق هومان في نصف نهائي الحدث الثالث من الموسم، وهو "كولونيال سكوير لسيدات كلاسيك"، لكنه عوض ذلك بالفوز بأول لقب له في جراند سلام في "ماسترس أوف كيرلينج" حيث تغلبت على تشيلسي كاري في المباراة النهائية. خارج سلسلة بطولات الجراند سلام، فازت هومان بثاني بطولاتها في "رويال ليبج أو في سي إيه" للنساء في خريف عام 2012.
في وقت لاحق من الموسم، تأهلت هومان للمرة الثانية لبطولة "سكوتيس باونتيز أوف هارتس" بعد فوزها دون هزيمة في "بطولة أونتاريو سكوتيس باونتيز أوف هارتس" لعام 2013. بدأت هومان وفريقها الموسم في كينغستون في أونتاريو، بالفوز في مسابقة فورد هوت شوت للمهارات. وفي البطولة نفسها، حقق الفريق فوزًا واحدًا فقط في الدور التمهيدي، وكان ضد جانيت جونز من مقاطعة مانيتوبا. هذا أعطى الفريق سجلًا إجماليًا قدره 10-1، مما جعلهم يحتلون المركز الثاني خلف مانيتوبا، الذين حققوا الفوز دون خسارة أي مباراة. ولكن في مباراتهم الأولى في التصفيات، فاز فريق هومان على جونز بنتيجة 8-5. الأمر الذي وضعهم في المباراة النهائية، والتي واجهوا فيها جونز مرة أخرى وفازوا عليهم بنتيجة 9-6. وبفضل هذه النتيجة، أصبح فريق هومان أول فريق يمثل مدينة أوتاوا يفوز ببطولة النساء الكنديات للكيرلنغ. كما حصلوا بفضل هذا الانتصار على فرصة تمثيل كندا في بطولة العالم للكيرلنغ للنساء لعام 2013 في ريغا، لاتفيا.
في بطولة العالم، قاد فريق هومان كندا لتحقيق نتيجة نهائية قدرها 8-3 في المجموعة التمهيدية، ما وضعه في المرتبة الثالثة. وفي المرحلة التأهيلية، تمكن الفريق من التغلب على الولايات المتحدة بقيادة إريكا براون في مباراة التصنيف الثالث مقابل الرابع، ثم خسروا في النصف النهائي أمام اسكتلندا (بقيادة إيف مويرهيد) بعدما فاتت هومان رميتها الأخيرة في اللعبة، محاولة تنفيذ ضربة مزدوجة. وبعد الخسارة، تمكنت هومان وفريقها من هزيمة الأمريكيين مرة أخرى، لكن هذه المرة في مباراة تحديد المركز الثالث. وأنهى فريق هومان الموسم بالخسارة في ربع نهائي بطولة اللاعبين 2013.

### 2013-2014
بدأت فرقة هومان موسم الكيرلنج 2013–14 بالمشاركة في أربعة أحداث ضمن جولة الكيرلنج العالمية قبل أن تفوز ببطولة الماسترز سنة 2013، حيث تغلبت على فرقة إيف مويرهيد في النهائيات. وكانت الفرقة قد حققت سابقاً انتصاراً على فرقة هومان في نصف نهائيات بطولة "كلاسيك كيرلرز كورنر الذهبي للكيرلنج" لعام 2013. جدير بالذكر أن فرقة هومان كانت قد تأهلت للتصفيات في كل حدث من الأحداث الكبرى خلال الموسم الماضي؛ ومع ذلك، فإنها لم تتمكن من التأهل لتصفيات بطولة "كولونيال سكوير ليديز كلاسيك" لعام 2013.
نجاح هومان وفريقها خلال المواسم الثلاثة السابقة أهلها للحصول على بطاقة دخول مباشرة إلى تصفيات بطولة الألعاب الأولمبية الشتوية الكندية لعام 2013. وهناك تمكنوا من الوصول إلى مرحلة التصفيات برقم قياسي بلغ 4-3 في الجولة التمهيدية، ليحتلوا بذلك المركز الثاني. لكنهم فقدوا فرصتهم للتأهل للمباراة النهائية لصالح شيريل ميدهد في النصف النهائي، منهين بذلك آمالهم في المشاركة بالأولمبياد لعام 2014.
كوصيفات بطلات لبطولة سكوتيز أوف هارتس لعام 2013، مثلت فرقة هومان فريق كندا في بطولة سكوتيز أوف هارتس 2014 في مونتريال. وكان الحدث ملحوظاً لغياب جينيفر جونز التي كانت تشارك في الأولمبياد. استطاعت فرقة هومان تجاوز البطولة بأكملها دون أي خسارة وبدون الحاجة لرمي آخر صخرة لهم، وهزمت فرق ألبرتا بقيادة فال سويتجن في المباراة النهائية. وبذلك أصبحت هومان أصغر قائدة لفريق تحقق الفوز المتتالي ببطولات سكوتيز أوف هارتس. حصلت هومان أيضًا على جائزة أفضل لاعبة قيمة باسم "جائزة ساندرا شميرلر لأفضل لاعب"، وأنهت الفعالية بنسبة دقة تسديد بلغت 90% بناءً على نسبة النجاح العامة للتسديدات طوال فترة إقامة البطولة، وهي النسبة الأعلى بين جميع القادة المشاركين في البطولة.
فوز هومان وفريقها في بطولة سكوتيز أوف هارتس لعام 2014 أهلّهم للمشاركة في بطولة العالم للسيدات في الكيرلنغ لعام 2014 بمدينة سانت جون، نيو برونزويك. وقد كان أداؤهم في هذه النسخة أفضل بكثير مقارنة بالنسخة الماضية، حيث خسروا مباراة واحدة فقط في الدور التمهيدي لينهوا المسابقة متصدرين الترتيب العام ويتقدموا إلى الأدوار الإقصائية. وفي المواجهة الفاصلة لتحديد المراكز الأولى والثانية، تمكنت فرقة هومان من هزيمة الفريق السويسري الذي تقوده بينيا فيلشسر بنتيجة 1 مقابل 2، ولكن لسوء الحظ خسرن مرة أخرى أمام نفس الفريق في المباراة النهائية وحُرمن بالتالي من الحصول على الميدالية الذهبية واكتفيتن بالميدالية الفضية.
أنهت هومان الموسم بالخسارة في نهائي بطولة اللاعبين لعام 2014 ضد الفائزة بالميدالية الذهبية الأولمبية جينفر جونز. وكانت تلك هي المباراة الأخيرة ضمن صفوف الفرقة للاعبة الثانية ألسون كرافياكز، والتي انتقلت إلى السويد لتكون بجوار حبيبها فريدريك ليندبرغ، والذي لعب سابقًا مع نيكلاوس إدن. تم استبدال كريفيازوك التي لعبت مع فرقة هومان منذ كانوا في مستوى البانتام، باللاعبة جوان كورتني من إدمونتون.

### إنضمام جوان كورتني إلى الفريق (2014-2017)
بعد إضافة عضوة جديدة للفريق الثاني لفرقة هومان خلال الموسم الرياضي 2014-15، لم يحقق الفريق نجاحاً كبيراً كما كان متوقعًا. ولم يتمكنوا من تحقيق أي فوز في البطولات الأربع الكبرى، بل وصلوا للنهائيات وخسروا فيها مرتين: المرة الأولى كانت في بطولة "كلاش أوف كيرلرز كورنرف" لعام 2014 أمام جينفر جونز، والمرة الثانية في بطولة كأس كندا المفتوحة للكيرلنغ لعام 2014 أمام إيف مويرايد.
بالإضافة لذلك، خسرت فرقة هومان أيضاً في المباراة النهائية لبطولة كأس كندا للكيرلنغ لعام 2014 أمام فريق فال سويتنج. وكحاملات للقب، شاركت فرقة هومان في بطولة سكوتيز أوف هارتس لعام 2015 لتمثل فريق كندا. أنهوا الجولة التمهيدية في المركز الرابع وبحصيلة سبعة انتصارات وأربع هزائم. وفي الأدوار الإقصائية للبطولة، خسروا في مواجهة تحديد المركز الثالث والرابع لصالح فريق ساسكاوتجان ستيفان لوندن، ولكنهم تمكنوا من العودة وتحقيق الانتصار والحصول على المركز الثالث والميدالية البرونزية بعدما فازوا في مباراة تحديد المركز الثالث والرابع على فريق لوندن بتيجة 7-5. خلال ذلك الموسم، حققت فرقة هومان فوزاً واحداً في أحد الأحداث الرياضية الخاصة ببطولة الكيرلنغ العالمية وهو حدث بوميروي إن آند سويتس برايري شو داون" المنظم في مارس. كما حصلوا أيضاً على لقب الفائز الأول في لعبة "(بالإنجليزية: All-Star Curling Skins Game)‏" وحصلوا بذلك على مبلغ 52 ألف دولار أمريكي.
بدأ الفريق موسم 2015–16 بنتائج أفضل بكثير مقارنة بالموسم السابق. فقد حققوا الفوز في بداية الموسم في مسابقة "ستو سيلز أوكفيل تانكارد"، وتبعها خسارة في نهائي أول بطولة كبرى لهذا الموسم وهي بطولة تحدي جولة GSOC لعام 2015 ضد السويسرية سيلفانا تيرينزوني. ثم تمكن الفريق بعدها من تحقيق ستة انتصارات متتالية في أحداث رياضية تابعة لبطولات الكيرلنغ العالمية والتي تضمنت: ستوكهولم للسيدات، وكلاش أوف كيرلرز كورنف، وماستر أوف كيرلنغ لعام 2015، والبطولة الوطنية الكندية لعام 2015، وكأس كندا للكيرلنغ لعام 2015، وبطولة كندا المفتوحة للكيرلنغ لعام 2015. وقد أدى هذا الأداء الرائع إلى تقدم كبير في ترتيبهم ضمن قائمة التصنيف الدولي لنقاط بطولة الكيرلنغ العالمية وكذلك القائمة المالية لأبطال العالم في الكيرلنغ. وبعد هذه السلسلة المميزة من الانتصارات، تعرض الفريق للهزيمة في نهائي بطولة أونتاريو سكوتيز أوف هارتس لعام 2016 وذلك بواسطة زميلاتهم في النادي، فريق جيني هاناه، مما يعني أن الفريق الذي يحمل الرقم القياسي العالمي لن يتمكن من المشاركة في البطولة الوطنية في تلك السنة.
تم توجيه الدعوة لفريق هومان للعب في حدث "النخبة 10" لعام 2016 في جراند سلام، وتم اعتبارهن كأول فريق نسائي يشارك في مثل هذه الفعالية. وتمكن الفريق بالفعل من تحقيق انتصار واحد فقط في هذه الفعالية وكان ضد اللاعب تشارلي توماس. أنهى الفريق موسمه بالخسارة في المباراة النهائية لبطولة أبطال هامبتي لعام 2016 أمام فريق جينيفر جونز. وبنهاية هذا الموسم، تصدر فريق هومان قوائم الترتيب الدولية لكلا التصنيفين: قائمة المال للسيدات والتصنيف العام للأبطال في الكيرلنغ.

### 2016–17
بدأ فريق هومان موسم 2016–17 بالفوز بأول حدث رياضي لهم وهو "كامبل شورتي جنكينز كلاسيك 2016". تبع ذلك فوزهم ببطولة "كندا إنز للسيدات الكلاسيكي" بعد شهر من بدء الموسم. وفي الأسبوع اللاحق، خسرن في المباراة النهائية لبطولة "ماسترز أوف كيرلنج 2016" ضد فريق ألين فلاسزي. وبعد مرور شهر آخر، خسرن مرة أخرى في المباراة النهائية لبطولة كأس كندا للكيرلنغ لعام 2016 أمام فريق جينيفر جونز. الجدير بالذكر أنه خلال الجولة الأولى من منافسات بطولة أونتاريو سكوت أوف هارتس لعام 2017، خسرت فرقة هومان مباراتين واحتلت المركز الثاني في المجموعة خلف جاكلين هاريسون. إلا أنهم تمكنوا من الفوز بمباريات التصفيات جميعها بما فيها الانتصار على هاريسون في النهائي، الأمر الذي أهل الفرقة لتمثيل مقاطعة أونتاريو في بطولة سكوت أوف هارتس لعام 2017. وفي المباراة النهائية، تمكنت فرقة هومان من هزيمة مانيتوبا ميشيل إينغلت لتفوز بلقب سكوتيز أوف هارتس للمرة الثالثة في غضون أربع سنوات.  جدير بالذكر أن كلا الفريقين قد حققا عشرة انتصارات وبدون أي هزائم قبل المواجهة الأخيرة بينهما في الدور نصف النهائي.
تغلبت فرقة إنجلوت على فرقة هوماين مرة أخرى في مباراة المركز الأول مقابل المركز الثاني ثم فازت فرقة هوماين على منافستها الشمالية (كريستا مكارفيل) في النصف نهائي لتواجه فرقة إنجلوت مجددًا في المباراة النهائية. في بطولة العالم للكيرلنغ لعام 2017 التي أقيمت في بكين، أصبحت فرقة هومان هي الفريق الثالث في تاريخ البطولة الذي يحقق انتصارًا كاملًا في مرحلة المجموعات، لتنضم بذلك إلى كلٍ من الكندية كولين جونز عام 2003 والسويدية أنيتي نوربيرغ عام 2005. كما أنها استطاعت تحقيق هذا الإنجاز بدون أي هزيمة حتى النهاية، لتكون أول فريق يتمكن من فعل ذلك، حيث فازت بالميدالية الذهبية بتغلبها على آنا سيدوروفا (للمرة الثالثة على التوالي، بعدما حققت الفوز في مرحلة المجموعات ومباراة تحديد المركز الأول مقابل المركز الثاني والمباراة النهائية) بنتيجة ثمانية أهداف مقابل ثلاثة، وذلك لتحقيق فوزها الأول بلقب عالمي وإكمال مجموعتها الخاصة من الميداليات العالمية. وأنهت فرقة هومان موسم الكيرلنغ لعام 2017 بفوزها بكأس أبطال همبتي. وبالانتقال إلى لعبة الكيرلنغ المختلطة، فقد شاركت فرقة هومان مع شريكها جون موريس في مسابقة الكندي للكيرلنغ المختلط لعام 2017، ووصلوا إلى المرحلة النهائية لكنهم خسروا اللقب لصالح الثنائي المكون من جواني كورتني وريد كاروثرز.

### الجري الأولمبي (2017–18)
بدأت فرقة هومان الموسم الرياضي للكيرلنغ 2017–18 بالفوز في مسابقتين مهمتين وهما: "كلاسيك كيرلنج برستيج" و"مسابقة كيرلرز كورنر" بعد أسبوع واحد فقط. وقد تمكنت فرقة هومان وفريقها من الفوز بمنافسات التصفيات الأولمبية الكندية للكيرلنغ لعام 2017 والتي جرت في مدينتهم الأم أوتاوا، متغلبة على الفرقة غير المهزومة سابقًا تشيلسي كاري في المباراة النهائية. ولم تخسر فرقة هومان سوى مباراة واحدة خلال هذه المسابقة ضد كاري في الجولة الأولى. وفي الحدث الأول لها منذ فوزها بالتصفيات، لم تتمكن فرقة هومان من تقديم أداء جيد في بطولة "كونتننتال كاب أوف كيرلنغ" لعام 2018 ممثلة لفريق أمريكا الشمالية، إذ بلغت نسبة أدائها في اللعبة 64% فقط. وكانت نتيجة سجلها في الفعالية هي صفر فوز وثلاثة تعادلات وهزيمة واحدة في مباراتها الثنائية المختلطة أمام بريت جالانت. وعلى الرغم من ذلك، تمكن فريق أمريكا الشمالية من الفوز بالحدث عن طريق ضربة حاسمة قام بها براد غوشو، وكسر التعادل القائم بين الفريقين والذي بلغ ثلاثين نقطة لكل منهما.
ثم لعب الفريق في دورة الألعاب الأولمبية الشتوية 2018 حيث بدأوا بثلاث خسائر متتالية. الخسارة أمام الفريق الدنماركي جعلت كندا تبلغ الصفر مقابل ثلاثة للمرة الأولى في تاريخها في الأولمبياد. تمكنت فرقة هومان من تحقيق ثلاث انتصارات متتالية للبقاء ضمن فرق المنافسة قبل أن يخسروا مرتين متتاليتين، لتنهي خسارتهم الخامسة أمام إيف مويرهيد مشاركتهم في السباق نحو الحصول على ميدالية رسمية. وبهذا أصبحت فرقة هومان أول فرقة كندية أولمبية للكيرلنغ تفشل في الوصول إلى النهائيات أو حتى الفوز بأي ميدالية. كما خسرت الفرقة فرصة المشاركة والفوز في مسابقة "بطولة اللاعبين المحترفين" لعام 2018 التي أقيمت في شهر أبريل، لكنهم تمكنوا من تحقيق الفوز في آخر حدث للعام وهو "كأس أبطال هامبتي" لعام 2018، متفوقين على كارين إينرسون في النهائي.

### ما بعد الألعاب الأولمبية (2018-2020)
بدأ فريق هومان موسم الكيرلنج 2018–19 بالفوز بمباراة الذهاب من كأس العالم للكيرلنج، بفوزه على السويدية آنا هاسيلبورج في النهائي. في الشهر التالي نجحت آنا سلبرغ في هزيمة فرقة هومان في نهائي بطولة الماسترز 2018. بعدها مباشرة، فازت فرقة هومان بالحدث الكبير القادم وهو حدث جراند سلام "تحدي جولة 2018" وذلك إثر انتصارها على تريسي فلوري في المباراة النهائية.
خلال كأس كندا لعام 2018، حققت فرقة هومان خمسة انتصارات وتعادلين في مرحلة المجموعات الإقصائية وخرجت من البطولة بخسارة نصف النهائي أمام جينيفر جونز. وبعد أسبوع واحد فقط استطاعت الفوز بالبطولة الوطنية لعام 2018 متفوقة بذلك على كيرستي أينارسون في المواجهة النهائية. وفي الشهر اللاحق، تمكنت فرقة هومان من تحقيق فوزها الثالث لهذا الموسم في إحدى البطولات الكبرى، وهي بطولة ميريديان الكندية المفتوحة لعام 2019، وذلك بعد تغلبها على سيلفانا تيرينزوني في المباراة النهائية. وبعدها بأسبوع واحد، شاركت الفرقة في بطولة كونتيننتال كاب لعام 2019 مع فريق أمريكا الشمالية، وخسرت هذه المرة لصالح فريق العالم. فازت في إحدى المباريات خلال الحدث، في مسابقة تتابع الفرق المختلطة.
شاركت هومان وفريقها في بطولة أونتاريو سكوتيز أوف هارتس لعام 2019 بعد أن فاتهن الحدث السابق بسبب الأولمبياد وفزن ببطولة سكوتير عام 2017. وفي البطولة خسر الفريق مباراة واحدة فقط وفاز بلقبه الرابع على مستوى المقاطعة. تميز هذا الحدث بحادثة تنمر استهدفت هومان. حيث صوت عدد من اللاعبين لها لتفوز بجائزة الروح الرياضية للبطولة، احتجاجًا على حقيقة أن فريقها كان لديه عضوان يقيمان في ألبرتا وهما هومان وكورتني. حيث لا يُسمح للفرق إلا بلاعب واحد من خارج المقاطعة، ومع ذلك احتفظت هومان بمكان إقامتها في أونتاريو وكانت معفية من المتطلبات كونها طالبة بدوام كامل في إدمونتون. في بطولة سكوتير أوف هارتس لعام 2019، أنهى فريقها الجولة الأولى بـ5 انتصارات وخسارتين، وانتقلوا إلى مجموعة اللقب حيث أنهوها في المركز الثالث بثمانية انتصارات وثلاث خسائر. تأهل الفريق للنهائي بعدما فازوا على كريستا مكارفيل في مباراة 3 مقابل 4 وعلى وروبين سيلفرناجل من ساسكاتشوان في نصف النهائي. وخسروا النهائي أمام تشيلسي كاري لاعب ألبرتا في نهاية إضافية، على الرغم من تقدمهم بنتيجة 5-1 في النهاية الرابعة.
في بطولة اللاعبين لعام 2019، لم يتمكن الفريق من التأهل للتصفيات بعد أن حقق سجل نتائج بلغ 2-3 في دور المجموعات وخسر مباراة فاصلة أمام ساشيكو فوجيساوا. وأنهوا الموسم بالوصول إلى نصف النهائي في بطولة الأبطال لعام 2019. وفي عام 2019 صُنفت هومان كرابع أفضل لاعبة كيرلنج كندية على الإطلاق بواسطة شبكة الرياضة الوطنية الكندية (TSN) وفقًا لاستطلاع رأي شمل مذيعي الأخبار والخبراء وكبار لاعبي الكيرلنج.
في أول حدث لموسم 2019-20، وصل فريق هومان إلى النصف النهائي لبطولة أم جي كامبل شورتي جينسن كلاسيك 2019. ثم فازوا ببطولة كولونيال سكوير ليديز كلاسيك. في منتصف أكتوبر، وصلوا للمباراة النهائية لبطولة كاناد انز للسيدات الكلاسيكية لكنهم خسروها لصالح إيلينا ستيرن. ولم يتمكنوا من الوصول لتصفيات جميع البطولات الأربع التي أقيمت في موسمهم بسبب جائحة كوفيد -19. حصل فريق هومان على مكان الصدارة في التصفيات التمهيدية لبطولة الألعاب الأولمبية الشتوية الكندية لعام 2021 بعدما تغلب على تراسي فلوري في المباراة النهائية لبطولة كندا المفتوحة لعام 2019. حقق الفريق رقمًا قياسيًا مثاليًا في الفوز بجميع مبارياته خلال بطولة أونتاريا سكوتير أوف هارتس 2020 وفاز بالبطولة بتغلبه على هولي دونكان في المباراة النهائية. في بطولة سكوتيز أوف هارتس 2020 فازوا بميداليتهم الفضية الثانية على التوالي بعدما خسروا المباراة النهائية أمام كيري أينارسون من مانيتوبا.

### سارة ويلكس تنضم للفريق (2020-2022)
أعلن فريق هومان في 12 مارس 2020 عن انفصالهم مع القائدة ليزا ويجل بعد سنوات طويلة من العمل معاً. وفي اليوم الذي يليه أعلن الفريق ضم سارة ويلكس لتكون ثانيتهم الجديدة بينما سينتقل جوان كورتني ليصبح قائدهم الجديد.
تم إلغاء تصفيات مقاطعة أونتاريو لعام 2021 بسبب جائحة فيروس كورونا المستجد في أونتاريو. وبصفته بطل المقاطعات لعام 2020، فقد تم اختيارهم ليمثلوا أونتاريو في بطولة سكوتيزأوف هارتس لعام 2021 والتي ستقام في مدينة كالجاري. قبل ذلك الحدث، شارك فريق هومان في مباراة واحدة فقط طوال الموسم بكامله وكانت تلك المباراة هي بطولة أوكاتس كلاسيك للسيدات والتي ألغيت بدورها بسبب الإغلاق العام للمقاطعة في ألبرتا. وبعد مرور ثلاث أشهر، دخل فريق هومان بطولة سكوتيزكأبطال سابقين لها وهي في الشهر الثامن من الحمل، وحققوا نتائج جيدة في الدور التمهيدي حيث تمكنوا من تحقيق سبع انتصارات وتعادل واحد مما أهلهم للوصول إلى نصف النهائي وقد نجحوا أيضاً بالفوز على حامل اللقب السابق وهو فريق كارن أينارسون.
دخلت البطولة وهي المصنفة الأولى بين الفرق المشاركة وفازت بثلاث مباريات وخسرت مباراة واحدة أمام فريق مانيتوبا لجينيفر جونز. وبسبب فوزهم المسبق ضد أينارسون، تلقى فريق هومان بطاقة التأهل المباشرة للنهائي. وهناك خسر فريق هومان بنتيجة 9 مقابل 7 أهداف لصالح فريق كيرا أينارسون وذلك عندما قامت قائدة الفريق هومان بإهدار فرصة التجميد الأخيرة في نهاية اللعبة الأمر الذي سمح لإينرسون بعدم رميها للحجارة الأخيرة. حصلت قائدة الفريق هومان على لقب عضوة الشرف للفريق الثاني لكل النجوم في البطولة، كما أنها حصلت أيضًا على جائزة أفضل تصميم للملابس الرياضية المقدمه من شركة "أديداس" للعام نفسه. بعد شهر واحد فقط من انتهاء بطولة سكوتيز وفور ولادتها لطفلتها الثانية والتي أطلقت عليها اسم بوين في الخامس والعشرين من شهر مارس، غابت هومان عن المشاركة في البطولة الكندية المفتوحة للزوجي المختلط للكيرلج (والتي تأهلت إليها بصحبة جون موريس).
بعد أن وضعت طفلتها الثالثة بثلاثة أسابيع فقط كانت قد خططت مسبقاً لعدم المشاركة في البطولات الكبرى التي تقام عادة في نهاية الموسم الرياضي ولكن لاحقاً قررت بأنها قادره جسدياً على المشاركة في هذه البطولات. وفي أول بطولة كبرى لهذا الموسم وهي كأس الأبطال لعام 2021 تمكنت هومان وفريقها من الفوز باللقب الحادي عشر لهم خلال مسيرتهم الكروية وتحقيق هذا الإنجاز الكبير بعدما تمكنوا من هزيمة سيلفانا تيرينزوني في المباراة النهائية. أما الأسبوع الذي تلاه فقد شاركت هومان في بطولة اللاعبين الكبرى لعام 2021 وهي آخر حدث رياضي يشارك فيه فريق هومان خلال الموسم. وفي هذه البطولة قادت هومان فريقها إلى المباراة النهائية قبل خسارة النزال الأخير أمام فريق كارن أينرسون والذي كان بدوره يحمل لقب بطل العالم في الكيرلنج وهذه المره كان اللقاء بينهما في إطار بطولة اللاعبين الكبرى .
وصل فريق هومان إلى الدور ربع النهائي لأول مرة في مسيرتة ضمن منافسات بطولة الماسترز لعام 2021 حيث تعرض لخسارة غير متوقعة أمام اللاعبة ألينا كوفاليفا. وبعد أسبوعين لاحقين شارك فريق هومان في البطولة الوطنيه للكيرلنغ لعام 2021 ولكنهم أيضاً لم يتمكنوا من الوصول للدور ربع النهائي وخسروا مجددًا أمام آنا هاسيلبورج. بعد ذلك توجه فريق هومان للمشاركة في تجارب الكيرلنج الأولمبية الكندية 2021 محاولاً مرة أخرى الحصول على مقعد مؤهل للأولمبياد القادمة. إلا أن الحظ لم يكن حليفهم في تلك الفترة ولم يتمكنوا من تحقيق نتائج جيدة، حيث انتهت مشاركتهم بعدد خسارتين وست انتصارات. لم يكن سجل فريق هومان خلال الموسم جيدًا بما يكفي لمنحهم مكانًا مؤهلاً تلقائيًا في بطولة أونتاريو سكوتيز أوف هارتس 2022، مما أجبرهم على اللعب في تصفيات مفتوحة. بالرغم من نجاحهم في تخطي مرحلة التصفيات المفتوحة بنجاح، إلا أنه ولأسباب تتعلق بجائحة كوفيد 19 والإجراءات الاحترازية الصادره حديثاً من قبل حكومة مقاطعة أونتاريو الكندية فقد تم تأجيل إقامة البطولة.
كما تسبب انتشار فيروس كورونا المستجد من نوع أوميكرون إلى إلغاء التصفيات الأولمبية الكنديّة المختلطة للكيرلنغ لعام 2022،  والتي كان مقررًا مشاركة هومان وجون موريس فيها، ومع تأجيل بطولة أونتاريو سكوتيز أعلن اتحاد الكيرلنغ في أونتاريو عن اختيار فريق هولي دنكان لتمثيل المقاطعة بدلاً من فريق هومان إذا ما تم اختيارها لتمثيل كندا في البطولة المختلطة للألعاب الأولمبية القادمة وذلك نظراً لإلغاء التصفيات كما ذكر سابقًا. لكن إذا لم يتم اختيار فريق هومان لتمثيل كندا فسيقوم الاتحاد باختيار الفريق المذكور سابقاً للعب ضمن مسابقة السيدات في نفس البطولة. وقد سبب هذا الإجراء نوعاً من الإرباك والإحباط للفرق المشاركة في الحدث. في النهاية تم اختيار هومان لتمثيل كندا في الأولمبياد، مما يعطي الحق لفريق دنكان لتمثيل مقاطعة أونتاريو في بطولة سكوتيز لعام 2022. ولكن فريق هومان (بدون وجود هومان) نجح في التأهل لبطولة سكوتيز كفريق. بالنسبة لبطولة هارتس قامت زميلات الكابتن هومان "إيما ميسكيو" وسارة ويلكس وجوان كورتني بإضافة "أليسون فلاكزي" إلى الفريق. وفي البطولة أنهى الفريق بتسجيله 4-4، ولم يتأهل إلى الدور الفاصل.
في حدث الزوجي المختلط في الأولمبياد، كافح فريق هومان وموريس، وأنهوا مشاركتهم بعدد خمس انتصارات وأربع خسارات. وكان ترتيبهم الرابع مشترك مع الثنائي السويدي ألميدا دي فال وأوسكار إريكسون، إلا أنهم فقدوا فرصة التأهل بسبب خسارة المواجهة المباشرة ضد الثنائي السويدي،  حيث كانت آخر محاولاتهم في المباراة الأخيرة أمام المنتخب الإيطالي خارج المرمى بشكل كبير، الأمر الذي أدى لخسارتهم للمباراة وفواتهم لفرصة التأهل بفارق بسيط جداً، واضطروا للانتظار حتى شهر أبريل عام 2022 للمشاركة في بطولة أونتاريو أوف هارتس المؤجلة، وتمكنوا أخيراً من الفوز بالبطولة بعد تغلبهم على اللاعبة كارلي هوارد في الجولة النهائية. وانتهت بذلك مسيرة الموسم الرياضي الخاص بفريق الكابتن هومان بالوصول إلى الدور نصف النهائي في بطولة اللاعبين لعام 2022 وخسارتهم أمام آنا حسيلبورغ، والوصول للدور الربع نهائي في بطولة كأس الأبطال لعام 2022 وخسارتهم أيضاً أمام كيرسي إينرسون.
في مارس عام 2022 وبعد إعلان جوان كورتني بأنها ستتنحى عن المشاركة الفعليه في منافسات الكيرلنغ فقد تم الإعلان عن انضمام اللاعب تريسي فلوري لصفوف الفريق لموسم العام 2022–23 ولم يتم الإعلان فيما إذا كانت الكابتن هومان أو فليوري هي التي ستقوم بتولي مهمة قيادة الفريق الجديد.

### تريسي فلوري ينضم كرامي ثالث (2022 إلى الوقت الحاضر)
في أغسطس عام 2022 أُعلن أن تريسي فلوري ستكون القائدة لفريق هومان بينما يستمر هومان بإلقاء آخر الأحجار في الفريق، ومع إضافة تراسي للفريق فسيتم نقل إيما ميسكيو للمرتبة الثانية للمرة الأولى منذ تعاونهما سوياً عندما كانا مراهقين، وقد شارك الفريق في بطولة سافيل واستطاع الوصول للنهائي قبل خسارته أمام جينيفر جونز وفريقها الجديد. لاحقاً في نفس الشهر لعب فريق الكابتن هومان في بطولة النقاط المنظمة بواسطة الإتحاد الكندي للكيرلنغ ووصل الفريق للربع النهائي ولكنه خسر أمام فريق شايديجر والذي تقوده كريستي مور والتي استطاعت إنهاء التعادل بنتيجة 6 مقابل 6 في الأشواط الإضافيه.
في أكتوبر لعب الفريق في أول بطولة جراند سلام لهذا الموسم، وهي البطولة الوطنية 2022. وهناك وصل الفريق للدور الربع النهائي لكنه خسر لصالح فريق جديد بقيادة كايتلين لوز. وفي ذات الشهر شاركوا أيضًا في البطولة الرسميه الثانية لهذا الموسم وهي بطولة التحدي لعام 2022 وحقق الفريق الفوز بهذه البطولة بعد التغلب على كيري أينارسون بثماني نقاط مقابل أربعة في المباراة النهائية وبذلك حقق الكابتن هومان وفريقها الانتصار الثاني عشر لهم في البطولات الرسمية والأول لبطولتها الجديدة. وفي نوفمبر تمكن الفريق من تحقيق الإنتصار والفوز ببطولة ريد دير كلاسيك للكيرلنغ وبهذا الفوز يكون الفريق قد حصد ثاني فوز له هذا الموسم. وفي ديسمبر شارك الفريق في ثالث بطولات الموسم الرسمية وهي بطولة الماسترز 2022 ولكنهم لم يتمكنوا من الحصول علي اللقب بل وصلوا إلي المباراة النهائية وخسروا أمام فريق الكابتن أينارسون وبنتيجة 6 مقابل 5 أشواط إضافيه. وفي يناير شارك الفريق في بطولة كندا المفتوحة لعام 2023 واستطاع الوصول إلي الدور ربع النهائي ولكن لم يستطع تخطي فريق الكابتن أينرسون مرة أخرى وتم إقصاء الفريق بنتيجة 2-7. وفي وقت لاحق من ذلك الشهر، استطاع الفريق الفوز ببطولة أونتاريو سكوتيرز هارتس السابعة للكابتن هومان وبهذا الفوز تكون هومان وفريقها قد حصلوا على لقب البطولة مقاطعة أونتاريو. وبهذا الفوز أيضا سوف يمثلون مقاطعة أونتاريو في بطولة سكوتيرز هارتس لعام 2023 وحيث تمكنوا من تحقيق ست انتصارات وهزيمتين خلال الأدوار التمهيدية ليصلوا بذلك للجولة الختامية حيث تم إقصائهم بعد خسارة المباراة ضد نوفا سكوشا والتي تقودها كريستينا بلاك.
وفي شهر مارس قامت الكابتن هومان بالتعاون مع تايلر تاردي وهو أحد لاعبي كولومبيا البريطانية  في بطولة الكيرلنج الكندية للزوجي المختلط لعام 2023 ولقد تمكن الثنائي من تحقيق ست إنتصارات وهزيمة وحيدة خلال الأدوار التمهيدية مما وضعهم في جولة النهائيات ولكن تم إقصاؤهم في تلك الجولة بعد الخسارة أمام الفائزة بالبطولة جينفر جونيز وشريكها برينت لاينغ. وفي أبريل شارك فريق الكابتن هومان في بطولة اللاعبين لسنه 2023 ولم يتمكّنوا من التأهل للأدوار الإقصائية ولكنهم استطاعوا العودة للفوز والحصول على لقب كأس الأبطال لعام 2023 ليختتموا بها موسمهم الرياضي، ولقد فاز الفريق باللقب بعد تغلبه على فريق كيري أينارسون في المباراة النهائية وذلك بعدما عاد الفريق من تأخره بفارق أربعة أهداف ليفوز باللقاء بنتيجة ستة أهداف مقابل خمسة أهداف.
في بداية موسم الكيرلنج 2023–24، أُعلن أن هومان ستتولى منصب قائدة الفريق، بدلاً من الكابتن فليهري والذي سيتولى منصب اللاعب الثالث بشكل منتظم بينما انضم للفريق أيضًا المدرب دون بارتليت وهو البطل العالمي السابق والحائز على الميدالية الفضية الأولمبية، ولقد بدأ الفريق هذا الموسم بدون الكابتن هومان التي وضعت حملها مؤخرًا وقد حلت محلها الكابتن هيذر نادو هين وقد حقق الفريق فوزًا كبيرًا في مسابقة سافيل شوتوت لهذا العام. وبعد عودة الكابتن هومان لفريقها شاركت معهم في بطولة الرهان الدولية حيث وصلوا للنهائي وتمكنوا من الفوز باللقب بعد التغلب على كيري أينارسون بنتيجة 9-7 والحصول على جائزة نقدية قدرها 50 ألف دولار أمريكي.
تبع ذلك بثلاث أسابيع مشاركة فريق هومان في أول حدث رياضي لهم ضمن سلسلة البطولات الكبرى لسنة 2023 وهي بطولة التحدي الوطني حيث قدم الفريق أداء جيد واستطاعوا إنهاء البطولة بنقطتي تعادل وخسارتين وتم اقصاؤهم من منافسات الدور نصف النهائي بسبب خسارتهم في ركلات الترجيح لتحديد المراكز المتقدمة. بعدها انتقل الفريق للعب في البطولة الوطنية الكبرى 2023 والتي أنهوها بدون أية هزائم حتى قابلوا نفس الفريق الكوري الذي لم يهزم طوال البطولة ويدعى جيم أون جي وحينها خسر الفريق النزال بنتيجة 7-6، بعد أسبوع لعب الفريق في ريد دير كيرلنغ كلاسيك مرة أخرى، وفاز بلقبه الثاني على التوالي بعد فوزه بسهولة على فريق سيلينا ستورماي في النهائي بنتيجة 8-1.

## الحياة الشخصية
ولدت هومان في مستشفى أوتاوا سيفيك في مدينة أوتاوا لوالدين كاثري وكريغ هومان. لديها أخ أكبر يدعى مارك وهو أيضا لاعب كرلينغ. ترعرعت في ضاحية أورلينز في أوتاوا، والتحقت بمدرسة كيري ويلسون الثانوية وتخرجت من جامعة أوتاوا بدرجة البكالوريوس في الحركية البشرية في عام 2011. حصلت على درجة البكالوريوس في التعليم من جامعة ألبرتا في عام 2020. تزوجت من شون جيرمان، لاعب الهوكي السابق والذي ينحدر من مدينة إدمنتون، وذلك في سبتمبر 2016. يعيشان حاليًا في باومونت ألبرتا، وقد كانا سابقاً يعيشان في سانت بول، ألبرتا. أنجبت هومان طفلاً اسمه ريات ميتش جيرمان في يونيو 2019، وطفلة اسمها بوين في مارس 2021،  وطفل آخر اسمّه بريغز في سبتمبر 2023. وهي من مشجعي فريق الهوكي الوطني أوتاوا سيناتورز.

## إحصائيات سنوية

### أحداث الفريق
| السنة                            | الفريق                           | المركز                           | الحدث                              | المرتبة                          | السجل | %  |
| -------------------------------- | -------------------------------- | -------------------------------- | ---------------------------------- | -------------------------------- | ----- | -- |
| 2003                             | هومان (نادي ريدو للكيرلنج)       | سكيب                             | أونتاريو بانتام                    | الأول                            | 8-1   | -  |
| 2003                             | بوشفيلد (نادي سيتي فيو للكيرلنج) | الثالث                           | أونتاريو بانتام مختلط              | الأول                            | 5-1   | -  |
| 2004                             | هومان (نادي سيتي فيو للكيرلنج)   | سكيب                             | ألعاب أونتاريو الشتوية             | الأول                            | -     | -  |
| 2004                             | هومان (نادي سيتي فيو للكيرلنج)   | سكيب                             | أونتاريو بانتام                    | الأول                            | 6-1   | -  |
| 2005                             | هومان (نادي سيتي فيو للكيرلنج)   | سكيب                             | أونتاريو بانتام                    | الأول                            | -     | -  |
| 2006                             | هومان (نادي سيتي فيو للكيرلنج)   | سكيب                             | أونتاريو بانتام                    | الأول                            | 7-1   | -  |
| 2006                             | هومان (نادي سيتي فيو للكيرلنج)   | سكيب                             | ألعاب أونتاريو الشتوية             | الأول                            | -     | -  |
| 2006                             | هومان (نادي سيتي فيو للكيرلنج)   | سكيب                             | تحت سن 18 دولية                    | الأول                            | -     | -  |
| 2007                             | هومان (نادي سيتي فيو للكيرلنج)   | سكيب                             | أونتاريو جونيورز                   | الثالث                           | -     | -  |
| 2007                             | أونتاريو (هومان)                 | سكيب                             | الألعاب الشتوية في كندا            | الأول                            | 7–0   | -  |
| 2008                             | هومان (نادي أوتاوا للكيرلنج)     | سكيب                             | أونتاريو جونيورز                   | الثاني                           | 6-4   | -  |
| 2009                             | هومان (نادي أوتاوا للكيرلنج)     | سكيب                             | أونتاريو جونيورز                   | الأول                            | 8–0   | -  |
| 2009                             | أونتاريو (هومان)                 | سكيب                             | الناشئين الكنديين                  | الثاني                           | 10-3  | 80 |
| 2009                             | (هومان) (نادي أوتوا للكرلينج)    | سكيب                             | كوكت - قبل                         | الخامس                           | 3–3   | 75 |
| 2010                             | (هومان) (نادي أوتوا للكرلينج)    | سكيب                             | أونتاريو جونيورز                   | الأول                            | 7–1   | -  |
| 2010                             | أونتاريو (هومان)                 | سكيب                             | بطولة كندا للكيرلنج للناشئين       | الأول                            | 13–0  | 84 |
| 2010                             | كندا (هومان)                     | سكيب                             | بطولة العالم للكيرلنج للناشئين     | الثاني                           | 9–2   | -  |
| 2011                             | (هومان) (نادي أوتوا للكرلينج)    | سكيب                             | أونتاريو سكوتيز أوف هارتس          | الأول                            | 10–1  | -  |
| 2011                             | أونتاريو (هومان)                 | سكيب                             | 2011 سكوتيز تورنامنت أوف هارتس     | الرابع                           | 9–5   | 79 |
| 2012                             | هومان (نادي ريدو للكرلينغ)       | الثالث                           | أونتاريو مختلط                     | الأول                            | -     | -  |
| 2012                             | أونتاريو (هومان)                 | الثالث                           | البطولة الكندية المختلطة           | السادس                           | 8–5   | 75 |
| 2011                             | (هومان) (نادي أوتوا للكرلينج)    | سكيب                             | كأس كندا                           | الرابع                           | 2–4   | 79 |
| 2012                             | (هومان) (نادي أوتوا للكرلينج)    | سكيب                             | أونتاريو سكوتيز أوف هارتس          | الثاني                           | 10–1  | -  |
| 2013                             | (هومان) (نادي أوتوا للكرلينج)    | سكيب                             | أونتاريو سكوتيز أوف هارتس          | الأول                            | 11–0  | -  |
| 2013                             | أونتاريو (هومان)                 | سكيب                             | 2013 سكوتيز تورنامنت أوف هارتس     | الأول                            | 12–1  | 83 |
| 2013                             | كندا (هومان)                     | سكيب                             | بطولة العالم للكيرلنج للسيدات 2023 | الثالث                           | 10–4  | 82 |
| 2013                             | هومان                            | سكيب                             | 2013 بطولة العالم للكيرلنج للسيدات | الثالث                           | 4–4   | 79 |
| 2014                             | أمريكا الشمالية                  | سكيب                             | كأس العالم للكيرلنج                | الأول                            | 2–0–1 | 81 |
| 2014                             | فريق كندا (هومان)                | سكيب                             | 2014 سكوتيز تورنامنت أوف هارتس     | الأول                            | 13–0  | 90 |
| 2014                             | كندا (هومان)                     | سكيب                             | 2014 بطولة العالم للكيرلنج للسيدات | الثاني                           | 11-2  | 85 |
| 2014                             | هومان (نادي أوتاوا للكيرلنج)     | سكيب                             | كأس كندا                           | الثاني                           | 5-2   | 79 |
| 2015                             | كندا                             | سكيب                             | كأس العالم للكيرلنج                | الأول                            | 4–0–0 | 80 |
| 2015                             | فريق كندا (هومان)                | سكيب                             | سكوتيز تورنامنت أوف هارتس 2015     | الثالث                           | 8-5   | 80 |
| 2015                             | هومان (نادي أوتاوا للكيرلنج)     | سكيب                             | كأس كندا                           | الأول                            | 6-1   | 81 |
| 2016                             | أمريكا الشمالية                  | سكيب                             | كأس العالم للكيرلنج                | الأول                            | 2–0–1 | 85 |
| 2016                             | هومان (نادي أوتاوا للكيرلنج)     | سكيب                             | أونتاريو سكوتيز أوف هارتس          | الثاني                           | 9-2   | -  |
| 2016                             | هومان (نادي أوتاوا للكيرلنج)     | سكيب                             | كأس كندا                           | الثاني                           | 5-3   | 78 |
| 2017                             | هومان (نادي أوتاوا للكيرلنج)     | سكيب                             | أونتاريو سكوتيز أوف هارتس          | الأول                            | 7-2   | -  |
| 2017                             | أونتاريو (هومان)                 | سكيب                             | سكوتيز تورنامنت أوف هارتس 2017     | الأول                            | 12-2  | 84 |
| 2017                             | كندا (هومان)                     | سكيب                             | 2017 بطولة العالم للكيرلنج للسيدات | الأول                            | 13-0  | 85 |
| 2017                             | هومان                            | سكيب                             | 2017 بطولة العالم للكيرلنج للسيدات | الأول                            | 9-1   | 85 |
| 2018                             | أمريكا الشمالية                  | سكيب                             | كأس العالم للكيرلنج                | الأول                            | 0-3-1 | 64 |
| 2018                             | كندا                             | سكيب                             | كيرلنج أولمبي                      | السادس                           | 4-5   | 78 |
| 2018                             | كندا                             | سكيب                             | كأس العالم للكيرلنج                | الأول                            | 6-1   | -  |
| 2018                             | هومان (نادي أوتاوا للكيرلنج)     | سكيب                             | كأس كندا                           | الثالث                           | 5-3   | 78 |
| 2019                             | أمريكا الشمالية                  | سكيب                             | كأس العالم للكيرلنج                | الثاني                           | 1-2-1 | 72 |
| 2019                             | هومان (نادي أوتاوا للكيرلنج)     | سكيب                             | أونتاريو سكوتيز أوف هارتس          | الأول                            | 7-1   | -  |
| 2019                             | أونتاريو (هومان)                 | سكيب                             | سكوتيز تورنامنت أوف هارتس 2019     | الثاني                           | 10-4  | 84 |
| 2019                             | هومان (نادي أوتاوا للكيرلنج)     | سكيب                             | كأس كندا                           | الأول                            | 6-1   | 85 |
| 2020                             | كندا                             | سكيب                             | كأس العالم للكيرلنج                | الثاني                           | 3-1   | 88 |
| 2020                             | هومان (نادي أوتاوا للكيرلنج)     | سكيب                             | أونتاريو سكوتيز أوف هارتس          | الأول                            | 9–0   | -  |
| 2020                             | أونتاريو (هومان)                 | سكيب                             | سكوتيز تورنامنت أوف هارتس 2020     | الثاني                           | 11-3  | 85 |
| 2021                             | أونتاريو (هومان)                 | سكيب                             | سكوتيز تورنامنت أوف هارتس 2021     | الثاني                           | 10-3  | 83 |
| 2021                             | هومان                            | سكيب                             | 2021 بطولة العالم للكيرلنج للسيدات | التاسع                           | 2-6   | 72 |
| 2022                             | هومان (نادي أوتاوا للكيرلنج)     | سكيب                             | أونتاريو سكوتيز أوف هارتس          | الأول                            | 6-2   |    |
| 2023                             | هومان (نادي أوتاوا للكيرلنج)     | الرابع                           | أونتاريو سكوتيز أوف هارتس          | الأول                            | 7-1   |    |
| 2023                             | أونتاريو (فلوري)                 | الرابع                           | سكوتيز تورنامنت أوف هارتس 2023     | الخامس                           | 6-3   | 82 |
| إجمالي سكوتيز تورنامنت أوف هارتس | إجمالي سكوتيز تورنامنت أوف هارتس | إجمالي سكوتيز تورنامنت أوف هارتس | إجمالي سكوتيز تورنامنت أوف هارتس   | إجمالي سكوتيز تورنامنت أوف هارتس | 91-26 | 83 |
| إجمالي بطولة العالم              | إجمالي بطولة العالم              | إجمالي بطولة العالم              | إجمالي بطولة العالم                | إجمالي بطولة العالم              | 34-6  | 84 |
| إجمالي تجارب الكيرلنج الأولمبية  | إجمالي تجارب الكيرلنج الأولمبية  | إجمالي تجارب الكيرلنج الأولمبية  | إجمالي تجارب الكيرلنج الأولمبية    | إجمالي تجارب الكيرلنج الأولمبية  | 15-11 | 79 |
| إجمالي الألعاب الأولمبية         | إجمالي الألعاب الأولمبية         | إجمالي الألعاب الأولمبية         | إجمالي الألعاب الأولمبية           | إجمالي الألعاب الأولمبية         | 4-5   | 78 |

### الزوجي المختلط
| السنة                    | الشريك                   | الحدث                                       | المركز                   | السجل | نقاط |
| ------------------------ | ------------------------ | ------------------------------------------- | ------------------------ | ----- | ---- |
| 2014                     | أي جي هاردن              | كأس القارات للكيرلنج                        | الأول                    | 1-0   | 63   |
| 2015                     | أي جي هاردن              | كأس القارات للكيرلنج                        | الأول                    | 0–0–1 | 55   |
| 2016                     | جون موريس                | كأس القارات للكيرلنج                        | الأول                    | 1–0   | 78   |
| 2016                     | مارك نيكولز              | تجارب الكيرلنج الكندية - زوجي مختلط         | الخامس                   | 7-2   | -    |
| 2017                     | جون موريس                | تجارب الكيرلنج الكندية - زوجي مختلط         | الثاني                   | 9-1   | -    |
| 2018                     | بريت جالانت              | كأس القارات للكيرلنج                        | الأول                    | 0-1   | 61   |
| 2019                     | كيفن كوي                 | كأس القارات للكيرلنج                        | الثاني                   | 0-1   | 75   |
| 2020                     | بن هيبرت                 | كأس القارات للكيرلنج                        | الثاني                   | 0-1   | 64   |
| 2022                     | جون موريس                | الزوجي المختلط في الألعاب الأولمبية الشتوية | الخامس                   | 5-4   | 72   |
| 2023                     | تايلر تاردي              | تجارب الكيرلنج الكندية - زوجي مختلط         | الثالث                   | 8-2   | 78   |
| إجمالي الألعاب الأولمبية | إجمالي الألعاب الأولمبية | إجمالي الألعاب الأولمبية                    | إجمالي الألعاب الأولمبية | 5-4   | 72   |

## الفرق
| الموسم  | سكيب        | الثالث      | الثاني          | القائد        | ملاحظات | أرباح الجولة             |     | المدرب                                              |
| ------- | ----------- | ----------- | --------------- | ------------- | --- | ------------------------ | --- | --------------------------------------------------- |
| 2002–03 | راشيل هومان | إيما ميسكيو | أليسون كريفازوك | نيكول جونستون | | -                        |     | دوغ كريفازوك                                        |
| 2003–04 | راشيل هومان | إيما ميسكيو | أليسون كريفازوك | نيكول جونستون | | -                        |     | إيرل موريس                                          |
| 2004–05 | راشيل هومان | إيما ميسكيو | أليسون كريفازوك | نيكول جونستون | | 800 دولار                | 102 |                                                     |
| 2005–06 | راشيل هومان | إيما ميسكيو | لين كريفازوك    | جيمي سنكلير   | تأهل الفريق لدورة الألعاب الكندية 2007. لعبت نيكول جونستون دورًا قياديًا في بطولة المتفائل الدولي تحت 18 سنة.         |                          |     | إيرل موريس دوغ كريفازوك (المنتخب الدولي تحت 18 سنة) |
| 2006–07 | راشيل هومان | إيما ميسكيو | أليسون كريفازوك | نيكول جونستون | بالنسبة لفريق الألعاب الكندية، انظر الموسم السابق                                                                   | 2,250 دولار (المرتبة 71) | 71  | إيرل موريس                                          |
| 2007–08 | راشيل هومان | إيما ميسكيو | أليسون كريفازوك | لين كريفازوك  | | 11,000 دولار             | 18  | إيرل موريس                                          |
| 2008–09 | راشيل هومان | إيما ميسكيو | أليسون كريفازوك | لين كريفازوك  | | 31,200 دولار             | 8   | إيرل موريس                                          |
| 2009-10 | راشيل هومان | إيما ميسكيو | أليسون كريفازوك | لين كريفازوك  | استبدلت لورا كروكر بـ "أ. كريفازوك" في بطولة الكيرلنج الكندية للناشئين 2010                                         | 5,500 دولار (المركز 32)  | 32  | إيرل موريس                                          |
| 2010–11 | راشيل هومان | إيما ميسكيو | أليسون كريفازوك | ليزا ويجل     | البديل شيري ميدو لسكوتش                                                                                             | 27,300 دولار             | 8   | أندريا رونبيك                                       |
| 2011–12 | راشيل هومان | إيما ميسكيو | أليسون كريفازوك | ليزا ويجل     | | 8,800 دولار              | 26  | أندريا رونبيك                                       |
| 2012–13 | راشيل هومان | إيما ميسكيو | أليسون كريفازوك | ليزا ويجل     | البديل ستيفاني ليدرو لسكوتش وبطولة العالم                                                                           | 60,800 دولار             | 1   | إيرل موريس                                          |
| 2013–14 | راشيل هومان | إيما ميسكيو | أليسون كريفازوك | ليزا ويجل     | البديل هيذر سميث للتجارب الأولمبية البديل ستيفاني ليدرو لسكوتش وبطولة العالم                                        | 51,900 دولار             | 4   | إيرل موريس                                          |
| 2014–15 | راشيل هومان | إيما ميسكيو | جوان كورتني     | ليزا ويجل     | البديل شيريل كريفازوك لسكوتش                                                                                        | 91,608 دولار             | 1   | ريتشارد هارت                                        |
| 2015–16 | راشيل هومان | إيما ميسكيو | جوان كورتني     | ليزا ويجل     | | 183,754 دولار            | 1   | مارسيل روكي ريتشارد هارت                            |
| 2016–17 | راشيل هومان | إيما ميسكيو | جوان كورتني     | ليزا ويجل     | البديل شيريل كريفازوك لبطولة سكوتيز 2017 وبطولة العالم للكيرلنج للسيدات 2014 سارة ويلكس في كأس أبطال هامبتي 2017    | 132,500 دولار            | 1   | آدم كينجسبري ‏                                       |
| 2017–18 | راشيل هومان | إيما ميسكيو | جوان كورتني     | ليزا ويجل     | البديل شيريل كريفازوك للتجارب الأولمبية البديل شيريل برنارد للأولمبياد                                              | 43,500 دولار             | 13  | آدم كينجسبري                                        |
| 2018–19 | راشيل هومان | إيما ميسكيو | جوان كورتني     | ليزا ويجل     | البديل شيريل كريفازوك لسكوتش البديل لورا ووكر في بطولة اللاعبين 2019 جولين كامبل تحل محل كورتني في كأس الأبطال 2019 | 181,848 دولار            | 1   | مارسيل روكي                                         |
| 2019–20 | راشيل هومان | إيما ميسكيو | جوان كورتني     | ليزا ويجل     | البديل شيريل كريفازوك لسكوتش                                                                                        | 35,300 دولار             | 13  | مارسيل روكي                                         |
| 2020–21 | راشيل هومان | إيما ميسكيو | سارة ويلكس      | جوان كورتني   | البديل دانييل إنجليس عن سكوتيز البديل لورا ووكر في جراند سلام                                                       | 50,000 دولار             | -   | راندي فيربي                                         |
| 2021–22 | راشيل هومان | إيما ميسكيو | سارة ويلكس      | جوان كورتني   | | 50633 دولار              | -   | مارسيل روكي                                         |
| 2022–23 | راشيل هومان | تريسي فلوري | إيما ميسكيو     | سارة ويلكس    | البديل كيرا برونتون لسكوتش بديل راشيل براون في سلامز                                                                | 123000 دولار             | -   | ريان فراي                                           |
| 2023–24 | راشيل هومان | تريسي فلوري | إيما ميسكيو     | سارة ويلكس    | |                          |     | دون بارتليت                                         |

## سجل جراند سلام
| الرمز | الرمز                            |
| ----- | -------------------------------- |
| C     | البطل                            |
| F     | خسر في النهائي                   |
| SF    | خسر في نصف النهائي               |
| QF    | خسر في ربع النهائي               |
| R16   | خسر في دور الـ16                 |
| Q     | لم يتقدم إلى التصفيات            |
| T2    | لعبت في حدث المستوى 2            |
| DNP   | لم يشارك في الحدث                |
| N/A   | لا يوجد حدث جراند سلام في الموسم |

| الحدث          | 2008–09 | 2009–10 | 2010–11 | 2011–12 | 2012–13 | 2013–14 | 2014–15 | 2015–16 | 2016–17 | 2017–18 | 2018–19 | 2019–20 | 2020–21 | 2021–22 | 2022–23 | 2023–24 |
| -------------- | ------- | ------- | ------- | ------- | ------- | ------- | ------- | ------- | ------- | ------- | ------- | ------- | ------- | ------- | ------- | ------- |
| تور شالينج     | N/A     | N/A     | N/A     | N/A     | N/A     | N/A     | N/A     | F       | QF      | Q       | C       | Q       | N/A     | N/A     | C       | Q       |
| ناشيونال       | N/A     | N/A     | N/A     | N/A     | N/A     | N/A     | N/A     | C       | QF      | QF      | C       | Q       | N/A     | QF      | QF      | F       |
| ماسترز         | N/A     | N/A     | N/A     | N/A     | C       | C       | SF      | C       | F       | Q       | F       | Q       | N/A     | QF      | F       |         |
| كندا المفتوحة  | N/A     | N/A     | N/A     | N/A     | N/A     | N/A     | F       | C       | Q       | QF      | C       | Q       | N/A     | N/A     | QF      |         |
| بطولة اللاعبين | QF      | DNP     | F       | DNP     | QF      | F       | SF      | QF      | QF      | Q       | Q       | N/A     | F       | SF      | Q       |         |
| كأس الأبطال    | N/A     | N/A     | N/A     | N/A     | N/A     | N/A     | N/A     | F       | C       | C       | SF      | N/A     | C       | QF      | C       | N/A     |

### أحداث سابقة
| الحدث          | 2008–09 | 2009–10 | 2010–11 | 2011–12 | 2012–13 | 2013–14 | 2014–15 | 2015–16 | 2016–17 | 2017–18 | 2018–19 |
| -------------- | ------- | ------- | ------- | ------- | ------- | ------- | ------- | ------- | ------- | ------- | ------- |
| النخبة 10      | N/A     | N/A     | N/A     | N/A     | N/A     | N/A     | N/A     | Q       | N/A     | N/A     | SF      |
| أوتم جولد      | DNP     | DNP     | DNP     | Q       | F       | SF      | F       | N/A     | N/A     | N/A     | N/A     |
| كلونيو سكوير   | N/A     | N/A     | N/A     | N/A     | SF      | Q       | DNP     | N/A     | N/A     | N/A     | N/A     |
| مؤسسة مانيتوبا | DNP     | DNP     | Q       | Q       | F       | DNP     | N/A     | N/A     | N/A     | N/A     | N/A     |
| سوبيس سلام     | DNP     | N/A     | Q       | N/A     | N/A     | N/A     | N/A     | N/A     | N/A     | N/A     | N/A     |
| وايدن للنقل    | SF      | N/A     | N/A     | N/A     | N/A     | N/A     | N/A     | N/A     | N/A     | N/A     | N/A     |